# فرودگاه صحرایی هندریکس
فرودگاه صحرایی هندریکس (به انگلیسی: Hendricks Field (New York)) یک فرودگاه خصوصی بهره‌برداری هوایی است که یک باند فرود چمن دارد و طول باند آن ۷۶۸ متر است. این فرودگاه در کشور ایالات متحده آمریکا قرار دارد و در ارتفاع ۱۴۶ متری از سطح دریا واقع شده‌است.